# Aşağıdarıçay, Saraydüzü
Aşağıdarıçay là một xã thuộc huyện Saraydüzü, tỉnh Sinop, Thổ Nhĩ Kỳ. Dân số thời điểm năm 2011 là 64 người.